# مايرون براون
مايرون براون (بالإنجليزية: Myron Brown)‏ مواليد 3 نوفمبر 1969 في بنسيلفانيا، هو لاعب كرة سلة أمريكي معتزل. بدأ مسيرته الاحترافية في سنة 1991. تم اختياره من قبل فريق مينيسوتا تمبر ولفز خلال الدرافت. حمل الرقم 34. يبلغ طوله 6 قدم 3 بوصة (1.9 م). اعتزل اللعب في 2006.

## روابط خارجية
- مايرون براون على موقع إن بي أي (الإنجليزية)
- مايرون براون على موقع سبورتس رفرنس (الإنجليزية)
- مايرون براون على موقع كرة السلة الأوروبية.كوم (الإنجليزية)
- مايرون براون على موقع ريلجم (الإنجليزية)
- مايرون براون على موقع بروبوليرز (الإنجليزية)